# 黃腹椒雀鯛
黃腹椒雀鯛（學名：Plectroglyphidodon flaviventris），為輻鰭魚綱鱸形目雀鯛科椒雀鯛屬的其中一種，分布於西太平洋新喀里多尼亞及土阿莫土群島海域，深度5至18公尺，本魚體呈卵圓形且側扁，背鰭硬棘12枚;背鰭軟條18-19枚;臀鰭硬棘2枚;臀鰭軟條15-16枚，棲息在珊瑚礁斜坡或礁石縫，屬雜食性，以藻類、小型無脊椎動物為食，生活習性不明。